# Genoa Cricket and Football Club 2005-2006
Questa voce raccoglie le informazioni sulle competizioni ufficiali disputate dal Genoa Cricket and Football Club nella stagione 2005-2006.

## Stagione
Il processo che ha fatto seguito al Caso Genoa si è risolto il 9 agosto 2005, con il declassamento del Genoa in C1 e una penalizzazione di 3 punti da scontare in questa stagione 2005-2006: la penalizzazione è stata di fatto inasprita, con i tre punti presi sul campo (1-3), ma tolti dal Giudice Sportivo (3-0), in quanto nella seconda giornata a Ravenna Antonio Ghomsi (rientrato, in estate, dal prestito alla Salernitana) è stato schierato in campo, segnando anche la terza rete, nonostante una squalifica precedentemente ricevuta. Sul mercato, da registrare la partenza di Diego Milito: sono invece rimasti in rossoblù Alessio Scarpi, Marco Rossi, Nicola Caccia, Gianluca Lamacchi e il capitano Giovanni Tedesco. Il nuovo direttore sportivo è Angelo Fabiani. La squadra, allenata da Giovanni Vavassori, al quale è subentrato, per alcune partite, Attilio Perotti che si è dimesso dopo una dura contestazione della tifoseria) ha raggiunto il secondo posto in campionato, a sette punti dallo Spezia capolista, con l'immediato ritorno in Serie B grazie alla vittoria nei Play-off, dove ha superato in semifinale la Salernitana, ed in finale il Monza.

## Organigramma societario
Area direttiva
- Presidente: Enrico Preziosi
- Vice-presidente: Gianni Blondet
- Direttore Generale: Angelo Mariano Fabiani
- Direttore Sportivo: Stefano Capozucca
- Ufficio stampa: Dino Storace

Area tecnica
- Allenatore: Giovanni Vavassori, poi Attilio Perotti, poi Giovanni Vavassori
- Allenatore in seconda: Alessandro Tirloni, poi Ezio Gelain, poi Alessandro Tirloni
- Collaboratore tecnico: Tullio Gritti
- Preparatore atletico: Alessandro Pilati
- Preparatore portieri: Gianluca Spinelli

## Rosa
| N. |                     | Ruolo | Calciatore         |
| -- | ------------------- | ----- | ------------------ |
|    | Italia (bandiera)   | P     | Nicola Barasso     |
|    | Italia (bandiera)   | P     | Massimo Gazzoli    |
|    | Italia (bandiera)   | P     | Alessio Scarpi     |
|    | Italia (bandiera)   | D     | Marco Ambrogioni   |
|    | Italia (bandiera)   | D     | Stefano De Angelis |
|    | Italia (bandiera)   | D     | Michele Bacis      |
|    | Italia (bandiera)   | D     | Francesco Baldini  |
|    | Italia (bandiera)   | D     | Federico Ferrando  |
|    | Camerun (bandiera)  | D     | Patrice Feussi     |
|    | Camerun (bandiera)  | D     | Antonio Ghomsi     |
|    | Italia (bandiera)   | D     | Luca Fusco         |
|    | Italia (bandiera)   | D     | Alessandro Grando  |
|    | Italia (bandiera)   | D     | Gianluca Lamacchi  |
|    | Italia (bandiera)   | D     | Vincenzo Moretti   |
|    | Svizzera (bandiera) | D     | Daniel Panizzolo   |
|    | Italia (bandiera)   | D     | Francesco Renzetti |
|    | Italia (bandiera)   | D     | Cristian Stellini  |
|    | Italia (bandiera)   | C     | Stefano Botta      |

| N. |                                | Ruolo | Calciatore                  |
| -- | ------------------------------ | ----- | --------------------------- |
|    | Italia (bandiera)              | C     | Diego Colurcio              |
|    | Italia (bandiera)              | C     | Manuel Coppola              |
|    | Serbia e Montenegro (bandiera) | C     | Ivica Iliev                 |
|    | Portogallo (bandiera)          | C     | José Aleixo Mamede          |
|    | Argentina (bandiera)           | C     | Lucas Rimoldi               |
|    | Paraguay (bandiera)            | C     | Rivaldo González            |
|    | Italia (bandiera)              | C     | Marco Rossi                 |
|    | Italia (bandiera)              | C     | Giovanni Tedesco (capitano) |
|    | Italia (bandiera)              | A     | Nicola Caccia               |
|    | Italia (bandiera)              | A     | Gianluigi Ferrara           |
|    | Italia (bandiera)              | A     | Ivan Giuntoli               |
|    | Italia (bandiera)              | A     | Giuseppe Greco              |
|    | Italia (bandiera)              | A     | Corrado Grabbi              |
|    | Paraguay (bandiera)            | A     | Dante López                 |
|    | Italia (bandiera)              | A     | Massimo Minetti             |
|    | Italia (bandiera)              | A     | Davide Sinigaglia           |
|    | Italia (bandiera)              | A     | Igor Zaniolo                |

## Risultati

### Campionato

#### Girone di andata
| Genova 28 agosto 2005, ore 15:00 1ª giornata | Genoa              | 0 – 0 | Pizzighettone | Stadio Delle Alpi (12.000 spett.)\| Arbitro: \| Velotto (Grosseto) \| |
| Arbitro:                                     | Velotto (Grosseto) |       |               |                                                                       |

| Arbitro: | Orsato (Schio) |

|            |           |                                           |
| Cavagna 5’ | Marcatori | 17’ Gio. Tedesco 72’ Rimoldi 90+1’ Ghomsi |

| Arbitro: | Lena (Ciampino) |

|                                                 |           |  |
| Sinigaglia 26’ (rig.) Rimoldi 90+3’ Greco 90+4’ | Marcatori |  |

| Arbitro: | Gervasoni (Mantova) |

|                  |           |                |
| La Grotteria 49’ | Marcatori | 70’ Sinigaglia |

| Arbitro: | Iannone (Napoli) |

|            |           |                  |
| Elia 90+4’ | Marcatori | 85’ Gio. Tedesco |

| Arbitro: | Damato (Barletta) |

|                    |           |  |
| Rimoldi 33’ (rig.) | Marcatori |  |

| Salerno 8 ottobre 2005 7ª giornata | Salernitana       | 0 – 0 | Genoa | Stadio Arechi (4.606 spett.)\| Arbitro: \| Celi (Campobasso) \| |
| Arbitro:                           | Celi (Campobasso) |       |       |                                                                 |

| Arbitro: | Zanzi (Lugo di Romagna) |

|                                      |           |  |
| Grabbi 50’ (rig.) Rimoldi 52’ (rig.) | Marcatori |  |

| Arbitro: | Zanardo (Conegliano) |

|  |           |                |
|  | Marcatori | 47’ Sinigaglia |

| Arbitro: | Salati (Trento) |

|                       |           |  |
| Rossi 26’ Baldini 63’ | Marcatori |  |

| Arbitro: | Mannella (Avezzano) |

|              |           |                        |
| Procopio 67’ | Marcatori | 45’ Baldini 52’ Grabbi |

| Arbitro: | Gervasoni (Mantova) |

|           |           |  |
| Greco 34’ | Marcatori |  |

| Arbitro: | Scoditti (Bologna) |

|             |           |  |
| Rimoldi 61’ | Marcatori |  |

| Monza 4 dicembre 2005 14ª giornata | Monza            | 0 – 0 | Genoa | Stadio Brianteo (4.226 spett.)\| Arbitro: \| Iannone (Napoli) \| |
| Arbitro:                           | Iannone (Napoli) |       |       |                                                                  |

| Arbitro: | Tommasi (Bassano del Grappa) |

|                     |           |  |
| Stellini 48’ (rig.) | Marcatori |  |

| Arbitro: | Velotto (Acireale) |

|           |           |             |
| Sestu 19’ | Marcatori | 38’ Zaniolo |

| Genova 21 dicembre 2005 17ª giornata | Genoa          | 0 – 0 | Teramo | Stadio Luigi Ferraris (16.968 spett.)\| Arbitro: \| Orsato (Schio) \| |
| Arbitro:                             | Orsato (Schio) |       |        |                                                                       |

#### Girone di ritorno
| Arbitro: | Lena (Ciampino) |

|                               |           |                                                |
| Quadri 15’, 63’, 90+5’ (rig.) | Marcatori | 33’ Gio. Tedesco 44’ Greco 64’ (rig.) Stellini |

| Arbitro: | Ferrandini (Sondrio) |

|                                   |           |  |
| Stellini 1’ Grabbi 9’ Baldini 30’ | Marcatori |  |

| Arbitro: | Celi (Campobasso) |

|  |           |           |
|  | Marcatori | 10’ Iliev |

| Genova 29 gennaio 2006 21ª giornata | Genoa             | 0 – 0 | Padova | Stadio Luigi Ferraris (17.646 spett.)\| Arbitro: \| Damato (Barletta) \| |
| Arbitro:                            | Damato (Barletta) |       |        |                                                                          |

| Arbitro: | Zanardo (Conegliano) |

|              |           |            |
| M. Rossi 28’ | Marcatori | 10’ Rubino |

| Pavia 22 marzo 2006 23ª giornata | Pavia           | 0 – 0 | Genoa | Stadio Pietro Fortunati (4.750 spett.)\| Arbitro: \| Salati (Trento) \| |
| Arbitro:                         | Salati (Trento) |       |       |                                                                         |

| Arbitro: | Lena (Ciampino) |

|                                 |           |                             |
| Ignoffo 44’ (aut.) Stellini 59’ | Marcatori | 53’ Di Vicino 82’ Magliocco |

| Arbitro: | Scoditti (Bologna) |

|                                                    |           |                                  |
| Citterio 18’ Trezzi 22’ Tramezzani 30’ Temelin 62’ | Marcatori | 5’ (rig.), 86’ Grabbi 22’ Mamede |

| Arbitro: | Celi (Campobasso) |

|                         |           |  |
| Caccia 32’ M. Rossi 78’ | Marcatori |  |

| Giulianova 18 marzo 2006 27ª giornata | Giulianova         | 0 – 0 | Genoa | Stadio Rubens Fadini (1.159 spett.)\| Arbitro: \| Velotto (Grosseto) \| |
| Arbitro:                              | Velotto (Grosseto) |       |       |                                                                         |

| Arbitro: | Rubino (Salerno) |

|                                           |           |                               |
| Grabbi 45’ (rig.), 73’ (rig.) Moretti 87’ | Marcatori | 62’ Piovaccari 90+2’ Procopio |

| Arbitro: | Damato (Barletta) |

|                  |           |  |
| Guidetti 3’, 42’ | Marcatori |  |

| Arbitro: | Iannone (Napoli) |

|  |           |            |
|  | Marcatori | 45’ Grabbi |

| Arbitro: | Orsato (Schio) |

|                           |           |  |
| Iliev 6’, 44’ Baldini 32’ | Marcatori |  |

| Arbitro: | Lena (Ciampino) |

|                |           |                   |
| Faieta 6’, 51’ | Marcatori | 44’ (rig.) Grabbi |

| Arbitro: | Zanzi (Lugo di Romagna) |

|                  |           |                                      |
| Ambrogioni 90+2’ | Marcatori | 36’ Manucci 55’ Fofana 90+5’ Colussi |

| Arbitro: | Gervasoni (Mantova) |

|           |           |           |
| Luiso 56’ | Marcatori | 73’ López |

### Playoff

#### Semifinale
| Arbitro: | Velotto (Grosseto) |

|                     |           |                     |
| E. Ferraro 23’, 53’ | Marcatori | 90’ (rig.) Stellini |

| Arbitro: | Gervasoni (Mantova) |

|                        |           |               |
| Stellini 47’ López 85’ | Marcatori | 77’ Magliocco |

#### Finale
| Arbitro: | Orsato (Schio) |

|  |           |                       |
|  | Marcatori | 55’ Zaniolo 67’ Iliev |

| Arbitro: | Damato (Barletta) |

|  |           |            |
|  | Marcatori | 61’ Egbedi |

### Coppa Italia
| Alessandria 7 agosto 2005 Primo turno | Genoa                     | 0 – 3 | Catanzaro | Stadio Giuseppe Moccagatta\| Arbitro: \| Dondarini (Finale Emilia) \| |
| Arbitro:                              | Dondarini (Finale Emilia) |       |           |                                                                       |

#### Coppa Italia Serie C
| Arbitro: | Baratta (Salerno) |

|                           |           |                      |
| F. Morga 54’ Borghese 59’ | Marcatori | 65’ (rig.) E. Baggio |

| Arbitro: | Palazzino (Ciampino) |

|                    |           |                               |
| E. Baggio 60’, 81’ | Marcatori | 10’, 32’ G. Greco 13’ Minetti |

| Arbitro: | Giglioni (Siena) |

|             |           |                                              |
| Ferrara 60’ | Marcatori | 18’ Cavagna 71’ Agostinelli 81’, 86’ Giraldi |

| Ravenna 19 gennaio 2006 Ottavi - Ritorno | Ravenna          | 0 – 0 | Genoa | Stadio Bruno Benelli\| Arbitro: \| Passeri (Gubbio) \| |
| Arbitro:                                 | Passeri (Gubbio) |       |       |                                                        |